# 伊豆市立修善寺中学校
伊豆市立修善寺中学校（いずしりつしゅぜんじちゅうがっこう）は、静岡県伊豆市修善寺地区にあった公立中学校。所在地は伊豆市柏久保395。

## 沿革
- 1947年（昭和22年）4月1日 - 修善寺町立修善寺中学校創立[1]
- 1954年（昭和29年）2月8日 - 校歌制定
- 1958年（昭和33年）9月26日 - 狩野川台風による鉄砲水で校舎が全壊、避難民を巻き込んだ大惨事となる
- 1960年（昭和35年）4月1日 - 修善寺町立東中学校と修善寺町立南中学校と学校統合
- 1960年（昭和35年）5月12日 - 現在の地に新校舎竣工
- 1983年（昭和58年）9月22日 - 現在の校舎起工式
- 1992年（平成4年）8月31日 - パソコン室完成（パソコン41台設置）
- 1997年（平成9年）8月6日 - 静岡県福祉実践校の指定（3年間）
- 1997年（平成9年）8月6日 - パソコン新機種42台入れ替え工事
- 2002年（平成14年）4月1日 - 養護学級に情緒学級設置
- 2002年（平成14年）8月21日 - 図書室拡張工事
- 2004年（平成16年）4月1日 - 修善寺町・天城湯ケ島町・中伊豆町・土肥町が合併し伊豆市が発足、伊豆市立修善寺中学校に改称。
- 2025年 (令和7年) 4月1日 - 伊豆市立伊豆中学校へ統合。

## 進学元小学校
- 伊豆市立修善寺小学校
- 伊豆市立熊坂小学校
- 伊豆市立修善寺東小学校
- 伊豆市立修善寺南小学校

## 著名な出身者
- 日吉克実（元陸上競技選手）
- 山錦喜章（元大相撲力士）